# Королёв, Всеволод Иванович (благотворитель)
Всеволод Иванович Королёв (1820—1902) — почётный гражданин Томска (1891).
Вместе с братом участвовал в золотодобыче. Состояние превышало 1 000 000 рублей.
Занимался благотворительностью. Выделил значительные средства на обустройство городского бульвара в Томске (ныне — проспект Кирова). В ответ потребовал назвать бульвар в свою честь.
Награждён двумя орденами.
Братья Королёвы открыли в Томске в 1874 году детский приют, а в 1892 году мужскую богадельню (сохранилась на Красноармейской улице, д. 17 и 19), предоставив для них здания и внеся крупную денежную сумму на их содержание. Был удостоен звания Почётный гражданин Томска.
Был похоронен на кладбище томского Иоанно-Предтеченского монастыря, в советское время могила была утрачена.